# Торре, Фатима
Фатима Торре Хьютт (исп. Fatima Torre Hutt; род. 16 июня 1988 года, Мехико, Мексика) — мексиканская актриса театра и кино.

## Биография
Родилась 16 июня 1988 года в Мехико. Также у неё есть брат — актёр Хосе Мария и сестра Андреа Торре. В возрасте восьми лет дебютировала в телесериале «Марисоль» (1996).
В 2011 году стала лауреатом премии TVyNovelas в номинации «Лучшее женское откровение» (исп. Mejor revelación femenina) за роль Иллюминады Камарго в телесериале «Я твоя хозяйка».

### Личная жизнь
14 марта 2015 года вышла замуж за Гектора Салазара. 21 октября 2017 года у пары родилась дочь Изабелла.

## Фильмография
| Год       |     | Русское название                  | Оригинальное название           | Роль                           |
| --------- | --- | --------------------------------- | ------------------------------- | ------------------------------ |
| 1996      | с   | Марисоль                          | Marisol                         | сиротка                        |
| 1997      | с   | Мария Исабель                     | María Isabel                    | Мария Исабель, в детстве       |
| 1997—2007 | с   | Женщина, случаи из реальной жизни | Mujer, casos de la vida real    | неизвестно                     |
| 1998      | кор | Билет в мечту                     | Un boleto para soñar            | неизвестно                     |
| 1998—1999 | с   | Дневник Даниэлы                   | El diario de Daniela            | Фатима Гомес                   |
| 1999      | с   | Мечты юности                      | DKDA: Sueños de juventud        | Карла Ринсон в детстве         |
| 1999      | с   | Ради твоей любви                  | Por tu amor                     | Флор                           |
| 1999      | с   | Рождественская сказка             | Cuento de Navidad               | ребёнок                        |
| 2000      | с   | Безумие любви                     | Locura de amor                  | Биатрис Сандоваль в детстве    |
| 2001—2002 | с   | Игра жизни                        | El juego de la vida             | Фатима Альварес                |
| 2003      | с   | Истинная любовь                   | Amor real                       | Мария Фернанда Эредия          |
| 2003      | с   | Фата невесты                      | Velo de novia                   | Флавия Моралес                 |
| 2003      | кор | Неприглашённый                    | Los no invitados                | Карина в 14 лет                |
| 2004—2005 | с   | Бесчувственная                    | Mujer de madera                 | Паола                          |
| 2005      | с   | Супруга-девственница              | La esposa virgen                | Оливия Паласиос                |
| 2006      | с   | Какая мать, такой и отец!         | ¡Qué madre, tan padre!          | Люция                          |
| 2008      | с   | Благородные мошенники             | Los simuladores                 | неизвестно                     |
| 2008—2013 | с   | Роза Гваделупе                    | La rosa de Guadalupe            | Соль / различные персонажи     |
| 2009      | с   | Женщины-убийцы                    | Mujeres asesinas                | Хулия Ховен                    |
| 2009      | с   | Гадкий утёнок                     | Atrévete a soñar                | неизвестно                     |
| 2010      | с   | Я твоя хозяйка                    | Soy tu dueña                    | Илюминада Камарго              |
| 2011      | ф   | Встречный ветер                   | Viento en Contra                | продавщица                     |
| 2011      | с   | Как говорится                     | Como dice el dicho              | Роми                           |
| 2013      | с   | Буря                              | La tempestad                    | Карина                         |
| 2014      | ф   | Соблазнение — секрет любви        | Seducción (aka Secreto de amor) | Дениз Салазар, дочь профессора |
| 2014      | ф   | Пятый этаж                        | Quinto piso                     | Аннабель                       |
| 2016      | с   | Сердце, которое лжёт              | Corazón que miente              | Лети                           |
| 2019      | с   | Сильвия Пиналь… перед тобой       | Silvia Pinal, frente a ti       | Тия Конча                      |
| 2019      | с   | Медики, линия жизни               | Médicos, línea de vida          | Эрика                          |

## Театральные работы
- «¡Qué rico mambo!» (рус. Какой богатый Мамбо!)
- «El juego que todos jugamos» (рус. Игра, которые мы все играем)
- «Una familia de 10» (рус. Семья из десяти человек)
- «La duda» (рус. Сомнение)

## Награды
| Год  | Премия     | Категория                 | Работа           | Результат |
| ---- | ---------- | ------------------------- | ---------------- | --------- |
| 2011 | TVyNovelas | Лучшее женское откровение | «Я твоя хозяйка» | Победа    |